# Isabelle Missud
Isabelle Missud (née en 1963) est une ancienne actrice enfant du cinéma français des années 1970.

## Biographie
Elle fait ses débuts en 1970 dans Pour un sourire aux côtés de Marina Vlady et Bruno Cremer dans le rôle principal de la petite fille Minna. Abder Isker l'engage pour le rôle de Florence dans Des amis très chers (1971) et Roger Vadim pour Hellé (1971). En 1972 elle jouait la petite Laura, qui est suivi en rôle adulte par Claude Jade, la fille de Annie Girardot et Jean Rochefort dans Les Feux de la Chandeleur. Son dernier rôle est la petite Mina dans le feuilleton Poly en 1972.

## Filmographie

### Cinéma
- 1970 : Pour un sourire de François Dupont-Midy : Minna
- 1972 : Les Feux de la Chandeleur de Serge Korber : Laura Boursault enfant
- 1972 : Hellé de Roger Vadim

### Télévision
- 1970 : Poly à Venise (Série TV) : Stefano
- 1972 : Poly en Tunisie (Série TV) : Esperanza
- 1971 : Des amis très chers d'Abder Isker (Téléfilm) : Florence